# Batalha de Bandiradley
Batalha de Bandiradley começou em 23 de dezembro de 2006, quando as forças da Puntland e da Etiópia, juntamente com o líder de facção Abdi Qeybdid, combateram os militantes da União dos Tribunais Islâmicos (UTI) que defendiam Bandiradley, na Somália. Os combates empurraram os islamistas para fora de Bandiradley e atravessaram a fronteira sul até o distrito de Adado, na região de Galgadud, até 25 de dezembro.

## Antecedentes

### Guerra Civil Somali
A batalha tem raízes na prolongada Guerra Civil da Somália. As áreas de Galgudud e Mudug foram arrastadas para o conflito surgido entre o estado de Puntland e as áreas sob o controle da União dos Tribunais Islâmicos. Enquanto os líderes locais tentavam se organizar no estado autônomo de Galmudug, ao longo do tempo seriam forçados a apoiarem as forças de Puntland e da Etiópia para repelir os islamistas.

### Intervenções etíopes anteriores na área
As fronteiras das regiões de Galgadud e Mudug estavam sob disputa com a Etiópia após os confrontos fronteiriços de agosto de 1982. As cidades de Balanbale e Goldogob estavam sob ocupação etíope desde junho de 1988, quando todas as tropas recuaram 9 milhas das fronteiras disputadas, e a Etiópia devolveu as cidades à Somália.
De 7 a 8 de março de 1999, a Etiópia alegou ter feito uma incursão transfronteiriça em Balanbale em busca de membros da Al-Itihaad al-Islamiya (AIAI), que supostamente teriam sequestrado uma pessoa e roubado suprimentos médicos, e negou relatos de pilhagem. Alegações da época também afirmam que a Etiópia era o fornecedor de vários senhores da guerra somalis, enquanto a Eritreia estava armando outros senhores da guerra.

## Batalha
Em 22 de dezembro, as tropas etíopes estavam reunidas em Galkayo pelo que poderia se transformar em uma segunda frente de guerra perto de Puntland. No dia seguinte, 500 soldados etíopes e oito tanques foram encaminhados para Bandiradley. Os combatentes islamistas recuaram de suas posições e foram perseguidos ao sul até a área entre Galinsoor e Bandiradley, onde foram derrotados. As forças da União dos Tribunais Islâmicos foram posteriormente perseguidas em Adgado em Galgadud, o qual abandonaram no final de 25 de dezembro de 2006.

## Resultado
A União dos Tribunais Islâmicos abandonou as cidades de Dhuusamareb e Abudwaq sem lutar. Após sua retirada de Abudwaq, as milícias montaram postos de controle e começaram a disparar suas armas.